# Erzbistum Chittagong
Das Erzbistum Chittagong (lat.: Dioecesis Chittagongensis) ist eine in Bangladesch gelegene Erzdiözese der römisch-katholischen Kirche.

## Kurze Geschichte
Die heutige Erzdiözese wurde durch Papst Pius XI. am 25. Mai 1927 aus dem Erzbistum Dhaka herausgelöst, als Bistum Chittagong errichtet und dem Erzbistum Dhaka als Suffragandiözese unterstellt.

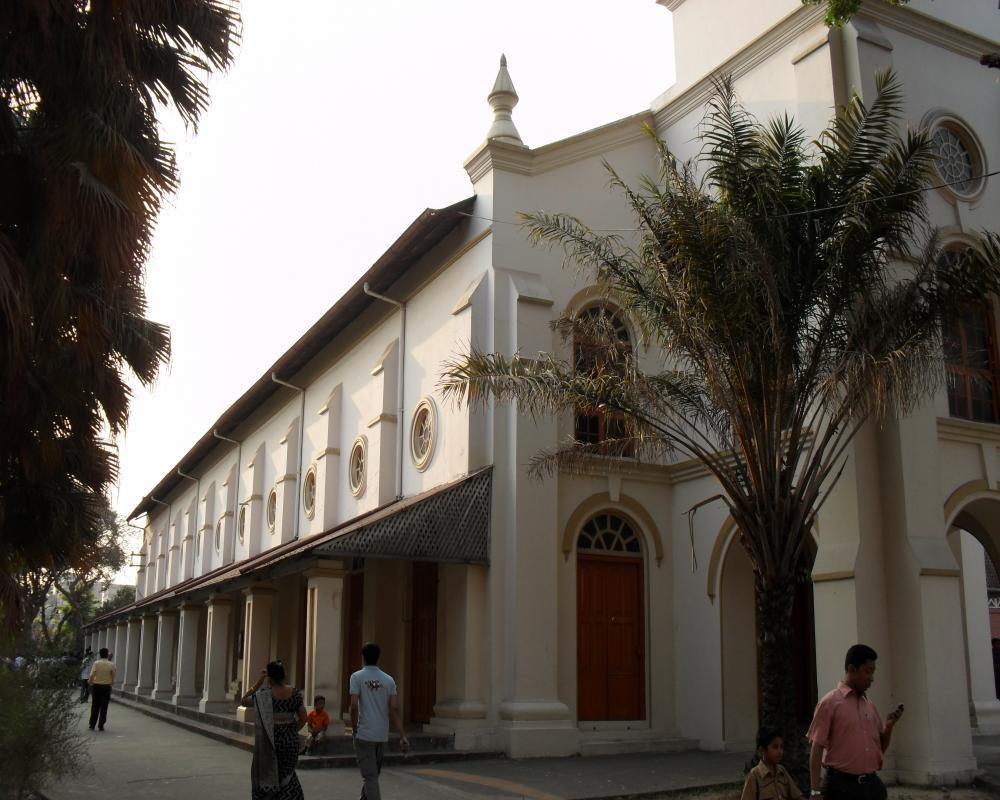
Kathedrale Our Lady of the Holy Rosary

Am 29. Dezember 2015 gab das Bistum Chittagong Gebietsanteile zur Errichtung des Bistums Barisal ab, dessen erster Bischof der bisherige Weihbischof in Chittagong, Lawrence Subrata Howlader CSC, wurde.
Seit der Gründung entstammten alle Bischöfe der Kongregation vom Heiligen Kreuz.
Papst Franziskus erhob das Bistum am 2. Februar 2017 zum Erzbistum und Metropolitansitz der neuerrichteten Kirchenprovinz Chittagong. Die Bistümer Barisal und Khulna wurden dem neuen Erzbistum als Suffragane unterstellt und der bisherige Bischof Moses M. Costa CSC zum ersten Erzbischof ernannt.

## Ordinarien

### Bischöfe
- Alfred-Arthur Le Pailleur CSC (1927–1951)
- Raymond Larose CSC (1952–1968)
- Joachim J. Rozario CSC (1968–1994)
- Patrick D’Rozario CSC (1995–2010, danach Koadjutorerzbischof von Dhaka)
- Moses M. Costa CSC (2011–2017)

### Erzbischöfe
- Moses M. Costa CSC (2017–2020)
- Lawrence Subrata Howlader CSC (seit 2021)